# Колесников, Захар Иосифович
Захар Иосифович Колесников (1901—1983) — советский военачальник, генерал-майор (22.02.1944)

## Биография
Родился в селе Заветное, ныне административный центр Заветинского района и Заветинского сельского поселения Ростовской области, Россия.
В РККА с 1920 года. Участник Гражданской войны.
Член ВКП(б) с 1926 года.
В 1937 году окончил Военно-инженерную академию имени В. В. Куйбышева. Военный инженер.
В 1940 году окончил Академию Генерального штаба РККА.
Участник Советско-финской войны, за отличия в которой майор Колесников награждён орденом Красной Звезды.
В Великой Отечественной войне с мая 1942 года, полковник Колесников- заместитель командующего — начальник инженерных войск 13-й армии. В составе армии участвовал в Воронежско-Ворошиловградской оборонительной операции, в начале 1943 года — в Воронежско-Касторненской наступательной операции, летом 1943 года — в сражении на Курской дуге (в составе Центрального фронта).
В 1944 году генерал-майор инженерных войск Колесников назначается заместителем командующего 4-го Украинского фронта — начальником инженерных войск фронта, на этой должности служит до окончания войны.
В сентябре-октябре 1944 года войска 4-го Украинского фронта во взаимодействии с 1-м Украинским фронтом участвовали в Восточно-Карпатской стратегической операции, в ходе которой была освобождена Закарпатская Украина и часть территории Чехословакии, оказана помощь Словацкому национальному восстанию.
В январе-феврале 1945 года войска 4-го Украинского фронта во взаимодействии с войсками 2-го Украинского фронта осуществили Западно-Карпатскую стратегическую операцию, освободили южные районы Польши и значительную часть Чехословакии. Ударом южнее Кракова фронт обеспечил с юга наступление советских войск на варшавско-берлинском направлении.
За время войны генерал Колесников был 16 раза персонально упомянут в благодарственных в приказах Верховного Главнокомандующего.
В послевоенный период — начальник инженерных войск группы войск, заместитель начальника УОС, начальник Московской высшей офицерской инженерно-минной школы.

## Награды
СССР
- орден Ленина (30.06.1945)
- три ордена Красного Знамени (21.04.1943, 03.11.1944, 15.11.1950)
- орден Кутузова I степени (31.05.1945)
- орден Суворова II степени (16.09.1943)
- орден Кутузова II степени (11.05.1944)
- орден Отечественной войны II степени (27.08.1943)
- орден Красной Звезды (21.05.1940)
  - Медали СССР в том числе:
  - «XX лет Рабоче-Крестьянской Красной Армии»
  - «За оборону Москвы»
- знак «50 лет пребывания в КПСС»

1. За прорыв сильно укрепленной обороны противника на Перекопском перешейке, захват города Армянск, форсирование Сиваша восточнее города Армянска и овладение важнейшим железнодорожным узлом Крыма — Джанкоем. 11 апреля 1944 года № 104.
2. За овладение штурмом крепостью и важнейшей военно-морской базой на Черном море городом Севастополь. 10 мая 1944 года № 111.
3. За овладение городами Чехословакии Керешмэзе (Ясина), Рахов и крупными населенными пунктами Чертижне, Белька, Поляна, Руске, Льгота, Ужок, Нижни Верецки, Заломиска, Пилипец, Голятин, Торуна, Надбочко и захват в Северной Трансильвании города Сигет. 18 октября 1944 года № 198.
4. За овладение на территории Чехословацкой республики промышленным центром Закарпатской Украины городом Мукачево — важным узлом коммуникаций и опорным пунктом обороны противника у южных отрогов Карпат. 26 октября 1944 года № 206.
5. За овладение на территории Чехословацкой республики главным городом Закарпатской Украины Ужгород — крупным узлом коммуникаций и важным опорным пунктом обороны противника. 27 октября 1944 года № 207.
6. За овладение на территории Чехословакии городами Михальовце и Гуменне — важными узлами коммуникаций и опорными пунктами обороны противника. 26 ноября 1944 года № 211.
7. За овладение штурмом окружным центром Венгрии городом Шаторальяуйхель — важным узлом коммуникаций и опорным пунктом обороны противника. 3 декабря 1944 года № 215.
8. За форсирование реки Вислока и Дунаец и овладение городами Ясло и Горлице — важными опорными пунктами обороны немцев на краковском направлении, а также захват с боями свыше 400 других населенных пунктов. 19 января 1945 года. № 229.
9. За овладение на территории Польши городом Новы-Сонч и на территории Чехословакии городами Прешов, Кошице и Бардеёв — важными узлами коммуникаций и опорными пунктами обороны немцев. 20 января 1945 года. № 234.
10. За овладение городами Вадовице, Спишска-Нова-Вес, Спишска-Стара-Вес и Левоча — важными узлами коммуникаций и опорными пунктами обороны немцев. 27 января 1945 года. № 260.
11. За овладение штурмом городом Бельско — крупным узлом коммуникаций и мощным опорным пунктом обороны немцев на подступах к Моравской Остраве. 12 февраля 1945 года. № 275.
12. За овладение штурмом городом Опава (Троппау) — важным узлом дорог и сильным опорным пунктом обороны немцев. 23 апреля 1945 года. № 341.
13. За овладение штурмом городом Моравска-Острава — крупным промышленным центром и мощным опорным пунктом обороны немцев в Чехословакии. Одновременно войска фронта овладели городом Жилина — важным узлом дорог в полосе Западных Карпат. 30 апреля 1945 года. № 353.
14. За овладение городами Богумин, Фриштат, Скочув, Чадца и Великая Битча — важными узлами дорог и сильными опорными пунктами обороны немцев в полосе Западных Карпат. 1 мая 1945 года. № 356
15. За овладение городом Цешин — важным узлом дорог и сильным опорным пунктом обороны немцев. 3 мая 1945 года. № 361.
16. За овладение городом и крупным железнодорожным узлом Оломоуц — важным опорным пунктом обороны немцев на реке Морава. 8 мая 1945 года. № 365.

Других государств
- командор Ордена Британской Империи (Великобритания 1944)[2]
- кавалер рыцарского ордена «Виртути Милитари» (ПНР) (1945)
- орден Белого льва «За Победу» 2 степени (ЧССР)
- два военных креста 1939 года (ЧССР)
- военная памятная медаль (ЧССР)
- медаль «Победы и Свободы» (ПНР) (1945)